# Ахом (царство)

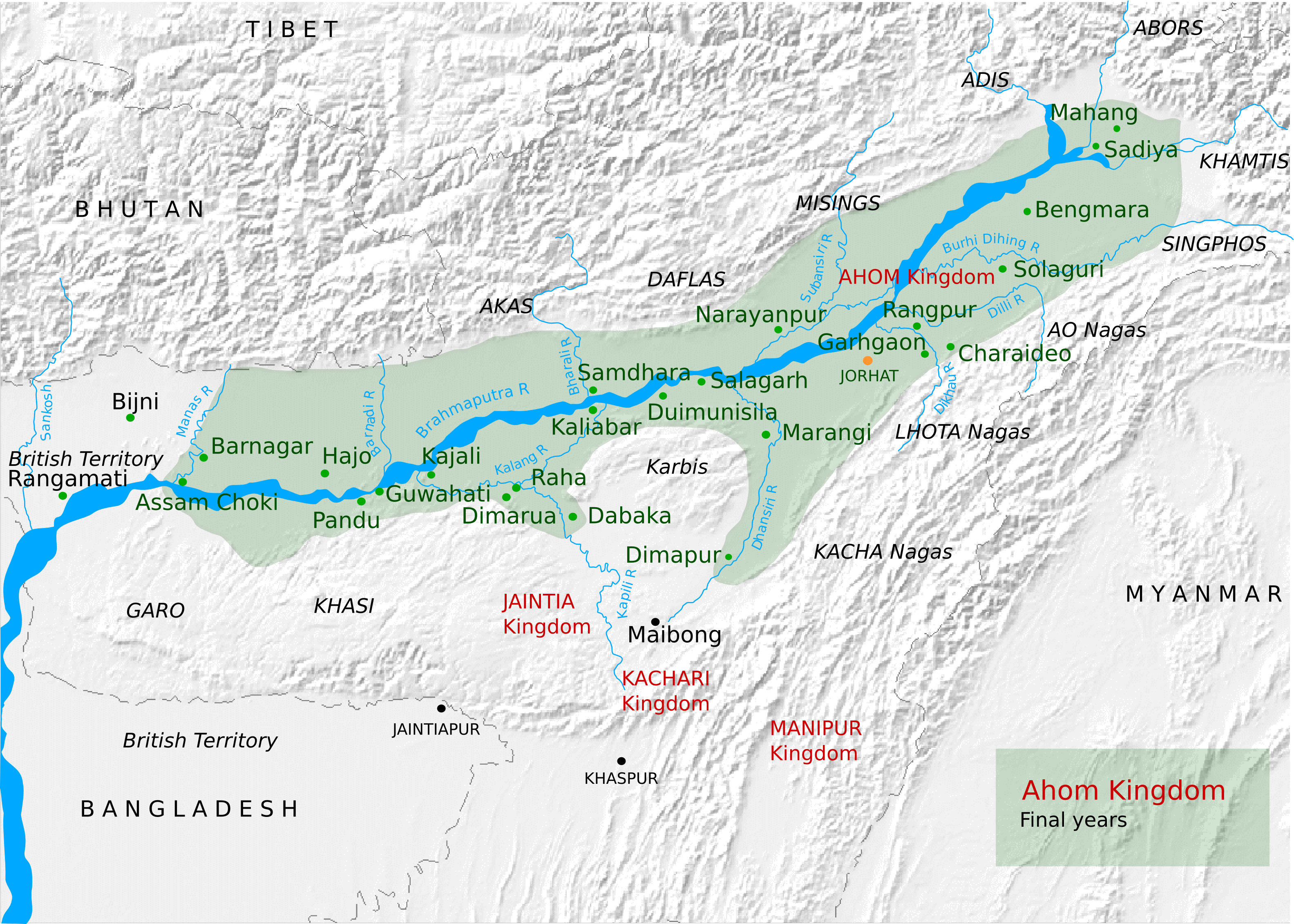
Царство Ахом в 1826.

Символ династии Ахом.

Царство Ахом (Ассамский: অসমীয়া, Ахом: 𑜄𑜩 𑜒𑜡 𑜑𑜪𑜤 / 1228—1826, также «царство Ассам») — государство в долине реки Брахмапутра, сгруппированное вокруг территории современного индийского штата Ассам.
Царство основал Сукапхаа, тайский принц из Монг Мао, вокруг реки Брахмапутра между царствами Чутия и Качари. Расширяясь на запад и на юг, царство превратилось в многонациональное государство, особенная экспансия происходила во время правления Сухунмунг Дихинджиа Раджа в XVI веке.
Во время правления Сусенгпхаа Пратап Сингха были установлены первые контакты с Моголами. Нададхар Сингха почти полностью избавил страну от влияния моголов, а во время правления его сына Рудра Сингха Ахом находился в зените своей славы.
После восстания Моамориа царство ослабло, а потом стало жертвой вторжения бирманцев. Первая англо-бирманская война привела к поражению бирманцев, и по договору в Яндабу в 1826 британцы взяли Ахом под свой контроль.